# The Georgian House

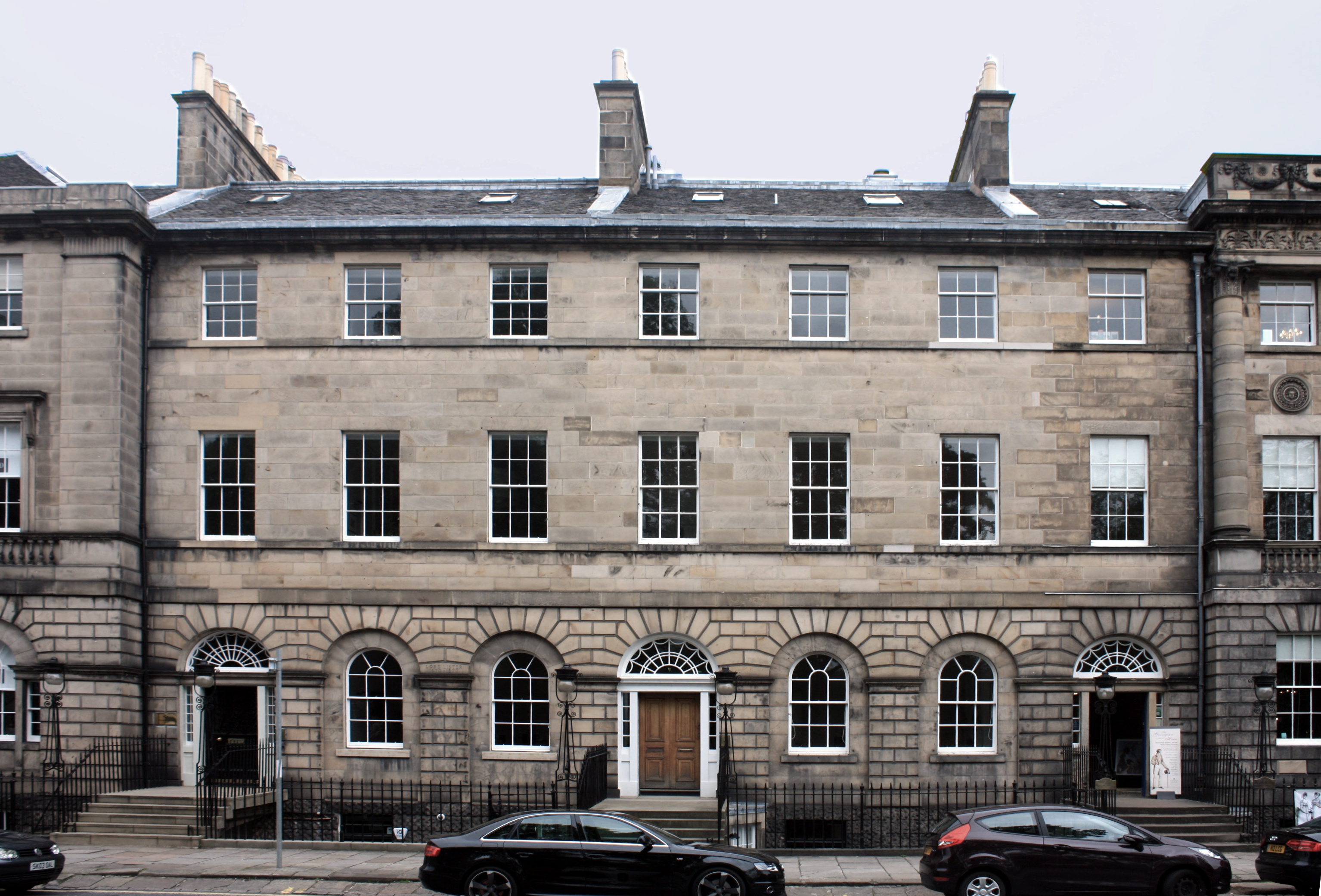
Charlotte Square Nr. 7, 8 und 9

The Georgian House Charlotte Square Nr. 7 ist ein Wohnhaus in Edinburgh in Schottland. Es steht am Charlotte Square, einem Garden square in Edinburgh, und ist Teil der Planstadt New Town, einer UNESCO-Welterbestätte im Vereinigten Königreich. Charlotte Square als Teil der New Town geht auf einen Entwurf des Architekten James Craig zurück. Seit 1956 gehört das Gebäude dem National Trust for Scotland (NTS), der dort ein Museum betreibt.

## Beschreibung

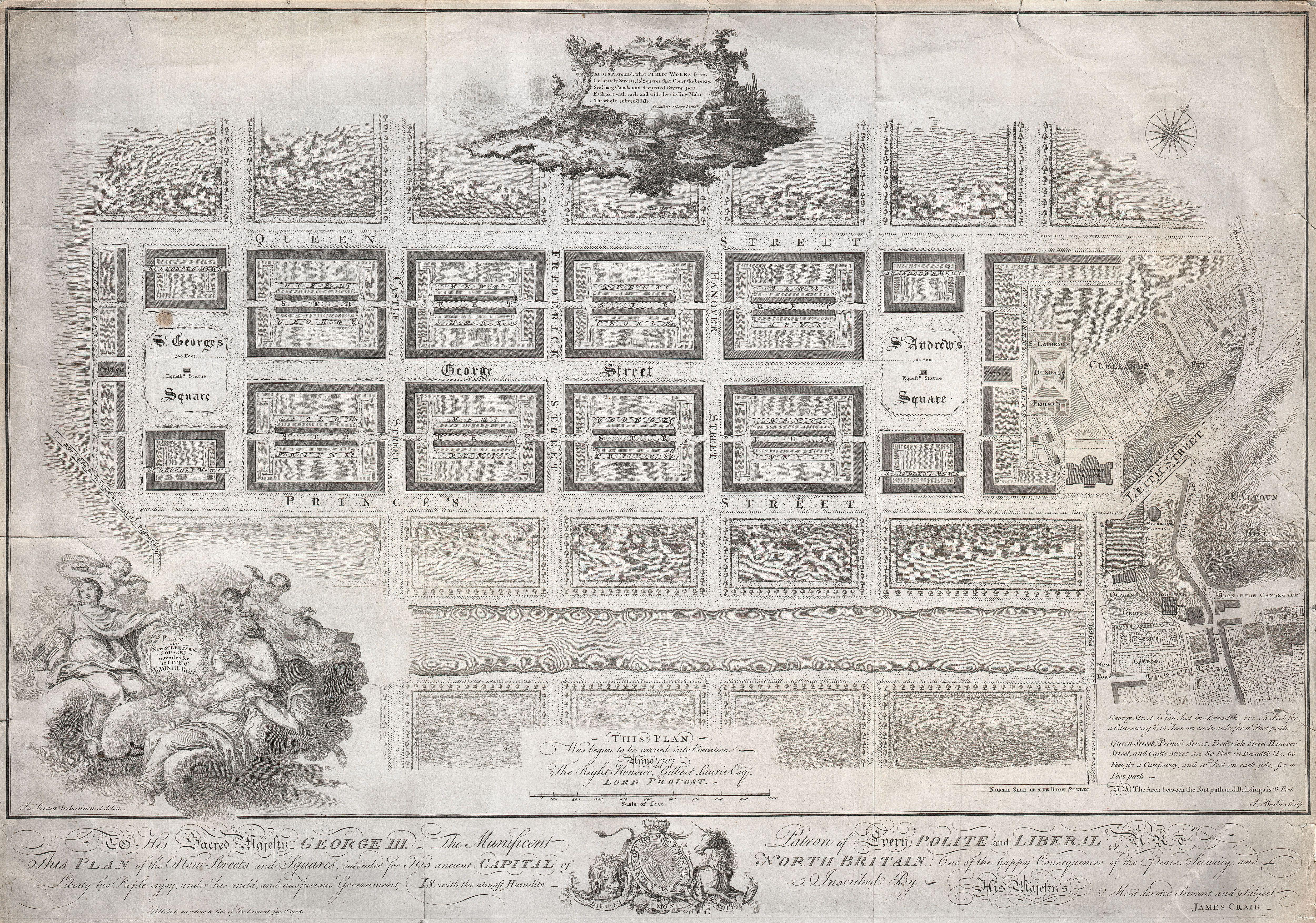
Plan der New Town. Das heutige Charlotte Square hieß damals noch St George’s Square

The Georgian House ist ein Stadthaus in der New Town von Edinburgh, das sich seit 1956 im Besitz des National Trust for Scotland befindet, der heute dort ein Museum betreibt, das das Leben und die Umstände einer wohlhabenden Familie zum Ende des 18. und Beginn des 19. Jahrhunderts zeigt. Es ist Teil des Ensembles Charlotte Square 1–11 an der Nordseite des dortigen Parks, das vom Historic Environment Scotland in der schottischen Denkmalliste in die höchste Kategorie A aufgenommen wurde. Das Museum beherbergt eine Sammlung von Gemälden schottischer Maler dieser Zeit, unter anderem Henry Raeburn, Allan Ramsay und Alexander Nasmyth. Neben den Gemälden zeigt das Museum eine Sammlung von Möbeln, Gebrauchsgegenstände wie Porzellan, Besteck, Gläser und weitere Einrichtungsgegenstände. Es gibt auch spezielle Ausstellungsstücke wie ein Lehrspiel zur Musikerziehung. Die Erfinderin Ann Young erhielt dafür 1801 ein Patent, das einzige Patent, das 1801 in Schottland einer Frau erteilt wurde. Aber nicht nur das Leben der höheren Gesellschaft (Masters) wird präsentiert, auch das Leben der Diener (Servants) und des Küchenpersonals wird dargestellt.

### The Drawing Room
The Drawing Room (Das große Wohnzimmer) im Erdgeschoss ist der größte Raum des Hauses. Er nimmt die gesamte Breite der Hausfront ein. Hier wurden Gäste vom Personal oder den Gastgebern empfangen, bevor man in das dahinter liegende Speisezimmer ging. Nach dem Essen zogen sich die Damen wieder hierher zurück (withdraw, daher der Name des Raums), die Herren blieben im Speisezimmer, um miteinander zu reden, zu rauchen oder auch (alkoholische) Getränke zu trinken, die Damen tranken zumeist Tee und aßen Gebäck. Anschließend trafen sich alle wieder im Drawing Room, um zu tanzen, Karten zu spielen oder zu singen. Solche Feierlichkeiten konnten bis zum frühen Morgen dauern. Die Möblierung steht an den Wänden, um die Größe des Raums zu betonen und um sich zum Flanieren und Tanzen frei bewegen zu können. Zur Einrichtung gehören des Weiteren Musikinstrumente wie Pianos und Flöten, um Musik zum Tanz oder zur Unterhaltung zu spielen. Von gebildeten Menschen höherer Stände wurde erwartet, dass sie ein Instrument spielen oder zumindest singen konnten. Die heute hier stehenden Einrichtungsgegenstände stammen aus dem frühen 19. Jahrhundert.

### The Parlour oder Back Drawing Room
The Parlour oder Back Drawing Room (Die gute Stube, oder das kleine Wohnzimmer) ist ein Salon, kleiner als der Drawing Room. Hier wurden Gäste zum Nachmittagstee empfangen, bei sehr großen Gesellschaften, die den Drawing Room überfüllten, zog sich ein Teil der Gesellschaft hierher zurück. Hauptsächlich diente dieser Raum aber als Wohnzimmer der Familie, in dem gelesen, gehandarbeitet und musiziert wurde. Auch die Kinder des Hauses hielten sich hier auf, die meiste Zeit blieben sie aber in den oberen Etagen. Die Möbel, Tische und Schränke für das Porzellan stammen gleichfalls aus der Zeit wie die des Drawing Rooms. Ein besonderer Einrichtungsgegenstand ist eine Walzenorgel, gewissermaßen der „Vorläufer der HiFi-Anlage“.

### The Dining Room
The Dining Room (Esszimmer) war das Esszimmer der Familie, in dem aber auch mit Gästen gespeist wurde. Zu anderen Zeiten nutzte der Hausherr das Zimmer als Arbeitszimmer und als repräsentativen Raum, um Klienten oder berufliche Kontakte zu empfangen. Ein typisches Einrichtungsteil ist ein Kaminsims aus schwarzem Marmor. Früher gab es ein eingebautes Sideboard, das aber irgendwann entfernt wurde. Im 18. Jahrhundert wurde ein Dinner auf die sogenannte traditionelle französische Art serviert, alle Speisen waren auf dem Tisch, nur das Fleisch und später das Dessert wurden vom Sideboard aus serviert. Später, im 19. Jahrhundert, kam der sogenannte russische Stil auf; alle Gänge wurden nacheinander serviert. Die Essenszeiten änderten sich ebenfalls in dieser Zeit, von etwa 14 Uhr auf 17 Uhr. Das hing mit den geänderten Arbeitsbedingungen zusammen.

### The Bedchamber
The Bedchamber (Schlafzimmer) liegt im Parterre im hinteren Teil des Hauses, mit Blick auf den Garten. Das Schlafzimmer diente auch als formloses Frühstückszimmer, auch für engere Freunde. Es war außerdem das Aufenthaltszimmer der Dame des Hauses, in dem sie ihre Freundinnen empfing und wo sie sich für Feiern vorbereitete. Im gesamten Gebäude gab es zu dieser Zeit kein Badezimmer. Gewaschen wurde sich an Becken, mit Wasser, das von öffentlichen Brunnen ins Haus gebracht, in der Küche erwärmt und in Kannen zum Waschplatz gebracht wurde. Es gab zwar eine Toilette mit Wasserspülung, aber sie war nicht an eine Kanalisation angeschlossen, sondern das Wasser floss in ein Kupfergefäß unter dem Sitz und musste von den Bediensteten geleert werden.

### The Kitchen
The Kitchen (Küche) lag im Untergeschoss und wurde üblicherweise nicht von den Herrschaften betreten. Sie war kein besonders angenehmer Ort, schlecht belüftet, heiß, verraucht und voller nicht immer angenehmer Gerüche. Hier arbeitete der Koch, der von einer meist weiblichen Hilfskraft unterstützt wurde. Von der Originalausrüstung ist nichts mehr vorhanden, die heute vorhandenen Geräte sind Nachbildungen oder stammen aus anderen Häusern. Bei der letzten Renovierung wurde festgestellt, dass die Küche ursprünglich blau gestrichen war, blau, weil man annahm, dass diese Farbe die Fliegen vertreibe. Zur Zubereitung der Speisen wurden vier Öfen genutzt, offene Feuer mit Kohle oder Holz und solche, die an einen Kamin angeschlossen waren; diese wurden zu Beginn des 19. Jahrhunderts eingeführt, es wurden aber noch bis ins 20. Jahrhundert offene Feuer verwendet. Neben den verschiedenen Herden gab es einen Backofen für Brot und anderes Gebäck. Gekocht wurde in Kupfertöpfen und -pfannen, aber es gab ebenso eiserne und irdene Gefäße. Die Palette der Speisen war erstaunlich breit. Neben verschiedenen Sorten Fleisch und Fisch gab es etliche Gemüse und Obst, die in guter Qualität aus dem Umland und auf den Märkten der Stadt erworben wurden. Überdies waren Gewürze und exotische Lebensmittel in großer Auswahl erhältlich, sogar Luxuswaren wie Kaffee, Tee oder Zucker.

### The Basement
The Basement (Keller/Untergeschoss) war eine für die Master verborgene Welt, die von ihnen selten bis nie betreten wurde. Hier arbeitete die Dienerschaft für den aufwendigen Lebensstil ihrer Herrschaften. Neben der Küche lagen hier die Lagerräume für Lebensmittel, Geschirr, Besteck und Gläser. Hinzu kam ein gut sortierter Weinkeller. Wein und Porzellan wurden in verschließbaren Räumen gelagert, Porzellan im sogenannten China closet, zu denen nur wenige Personen die Schlüssel hatten. Daneben gab es im Basement eine Klingelanlage mit 14 Signalglocken, mit denen die Master ihre Servants bestellten. Die Glöckchen hatten unterschiedliche Tonhöhen, für jeden Raum eine andere, und hingen an Spiralfedern, eine schottische Besonderheit, in England hatten die Federn die Form von Fragezeichen. Von der Dienerschaft lebten nur wenige im Haus, die meisten wohnten in Mietskasernen der Old Town. Bei den im Haus lebenden Personen des Personals gab es eine deutliche Hierarchie. Die in dieser Hierarchie am höchsten stehenden waren der Butler und der Koch, die sogar eigene Serviceglocken hatten, um die anderen Diener zu sich zu rufen.

## Geschichte
The Georgian House wurde im Zuge der Errichtung der New Town zum Ende des 18. Jahrhunderts erbaut. Die Planung des Projektes lag in den Händen des Architekten James Craig. Das Gebäude wurde 1796 vollendet und von einem John Lamont (18. Chief des Clan Lamont) für 1800 £ erworben. Sein Sohn John verkaufte das Haus ein Jahr nach dessen Tod 1816 für 3000 £ an Catherine Farquharson of Invercauld. 1845 kaufte Charles Neaves, Lord Neaves das Haus und nach seinem Tod 1881 lebte eine seiner Töchter weiter dort, die das Haus 1889 an Alexander Whyte, einen anglikanischen Geistlichen, verkaufte. Dieser wohnte bis zu seinem Tod 1921, seine Witwe bis 1927 weiterhin dort. John Crichton-Stuart, 4. Marquess of Bute hatte seit 1903 Teile der Gebäudezeile Charlotte Square 1–11 erworben und kaufte 1927 auch die Nr. 7. Das Nachbarhaus Charlotte Square Nr. 6 wird heute Bute House genannt und ist Sitz des First Minister of Schottland, des Regierungschefs Schottlands. The Georgian House wurde mehrmals renoviert oder umgebaut (1871 und 1889 durch John Watherston and Son und 1926 durch Balfour Paul). 1956 ging es auf den NTS über. Bis 1973 war es an einen Antiquitätenhändler vermietet und wurde anschließend bis 1975 erneut renoviert. Heute betreibt der NTS dort ein Museum. 2019 wurde Georgian House von rund 32.000 Personen besucht. 2024 betrug die Besucherzahl etwa 29.000 Personen.

## Sonstiges
Um die Lebensumstände einer Familie dieses Standes zur Zeit der ersten Besitzer zu demonstrieren, gibt es spezielle Veranstaltungen wie eine Weinverkostung,  eine Weihnachtsfeier oder einen Tanzkurs. Das Haus kann ferner für Veranstaltungen gemietet werden.